# Shadows Collide with People
Shadows Collide with People is het vierde solo-album van John Frusciante, uitgebracht in 2004 door Warner Music. Het wordt algemeen beschouwd als zijn meest toegankelijke en beste werk. Frusciante schreef de nummers tijdens de opnames van By The Way, een album van de Red Hot Chili Peppers, de groep waarvan hij de gitarist is.
Bekende muzikanten als Omar Rodriguez-Lopez van The Mars Volta en Flea en Chad Smith van de Red Hot Chili Peppers werkten mee aan dit album, samen met Frusciantes vriend Josh Klinghoffer. Klinghoffers zang is overigens te horen op Omission.
De akoestische versies en demoversies van Shadows Collide With People zijn gratis te beluisteren op John Frusciante's site.

## Nummers
Alle nummers zijn geschreven door John Frusciante, tenzij aangegeven.
1. "Carvel" – 6:13
2. "Omission" (Frusciante/Klinghoffer) – 4:34
3. "Regret" – 2:58
4. "Ricky" – 3:57
5. "Second Walk" – 1:43
6. "Every Person" – 2:38
7. "-00Ghost27" (Frusciante/Klinghoffer) – 3:50
8. "Wednesday's Song" – 3:31
9. "This Cold" – 2:00
10. "Failure33 Object" – 2:56
11. "Song to Sing When I'm Lonely" – 3:16
12. "Time Goes Back" – 3:23
13. "In Relief" – 3:36
14. "Water" – 4:06
15. "Cut-Out" – 3:34
16. "Chances" – 1:49
17. "23 Go in to End" – 6:42
18. "The Slaughter" – 3:53